# Peloribates hystrix
Peloribates hystrix är en kvalsterart som först beskrevs av Berlese 1916.  Peloribates hystrix ingår i släktet Peloribates och familjen Haplozetidae. Inga underarter finns listade i Catalogue of Life.